# Ambrožova vyhlídka

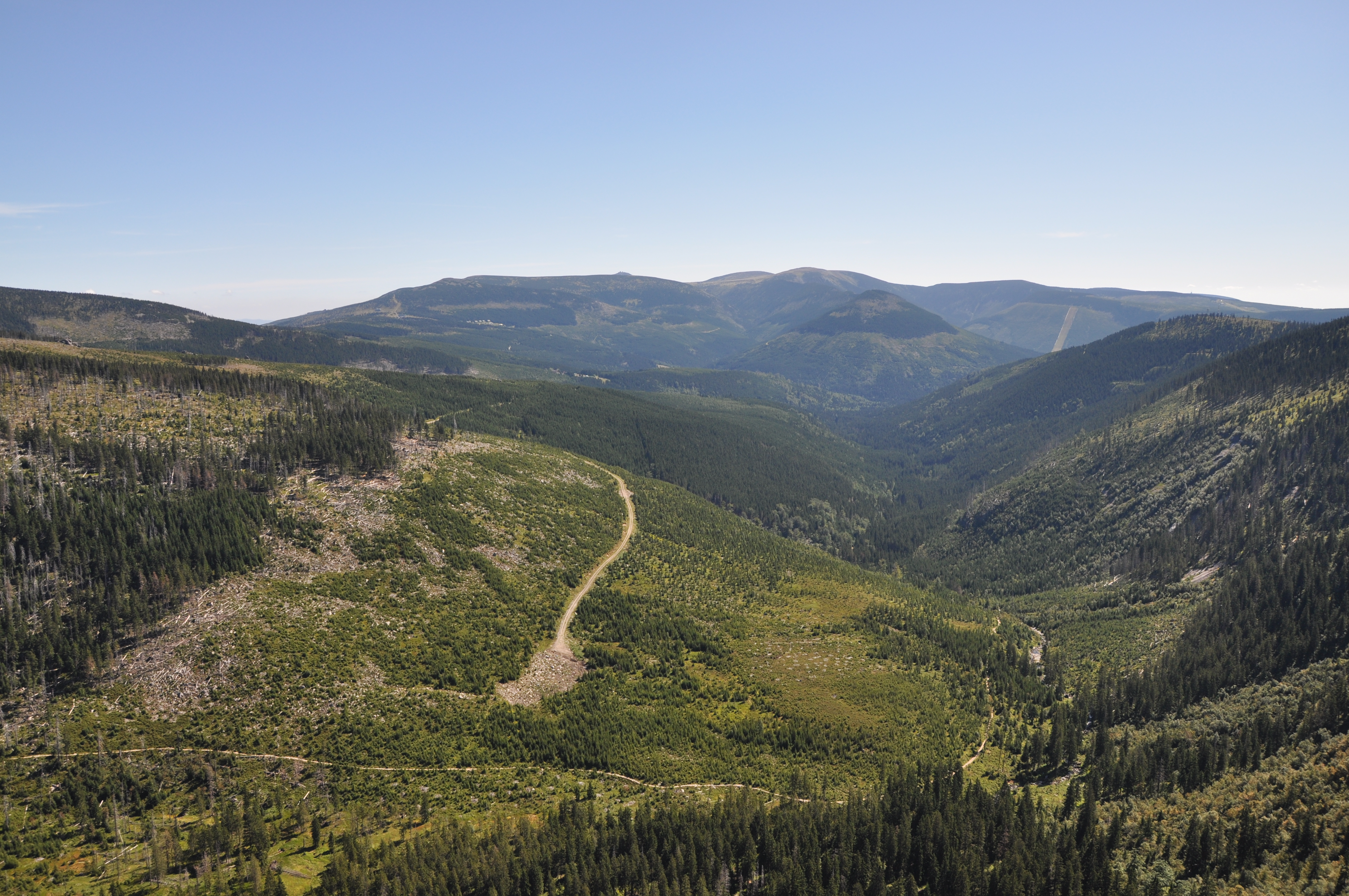
Labský důl z Ambrožovy vyhlídky

Ambrožova vyhlídka je vyhlídka v Krkonoších v Královéhradeckém kraji. Nachází se na červeně značené turistické stezce mezi Labskou boudou a Vrbatovou boudou pod Pančavskou loukou. Svůj název dostala po Jindřichu Ambrožovi, pracovníkovi KČT a ochránci přírody. Vyhlídka umožňuje rozhled od Labského dolu, přes východní Krkonoše s Luční a Studniční horou, dále přes Sněžku (z ní je ovšem vidět pouze kousek), Medvědín, Zlaté návrší až opět k Labskému dolu. Kromě toho jsou také vidět meandry Labe.